# シェーン・ユーマン
シェーン・ドゥモン・ユーマン（Shane Demond Youman, 1979年10月11日 - ）は、アメリカ合衆国ルイジアナ州ニューアイビーリア出身の元プロ野球選手（投手）。
シェーン・ユモンと表記されることもある。

## 経歴

### プロ入りとパイレーツ時代
ニューイベリア高等学校卒業時の1997年のMLBドラフト45巡目（全体1337位）でロサンゼルス・ドジャースから指名されたが、契約せずルイジアナ州立大学に進学した。
2001年のMLBドラフト43巡目（全体1280位）でピッツバーグ・パイレーツから指名を受けて入団。
2006年9月10日にメジャーデビューを果たした。2006年のシーズンは5試合に登板し0勝2敗、防御率2.91の成績を残した。
2007年シーズンは18試合（うち先発8試合）に登板し、メジャー初勝利を含む3勝（5敗）、防御率5.97という成績を挙げた。

### パイレーツ退団後
2007年オフの11月28日にウェイバー公示を経てフィラデルフィア・フィリーズに移籍した。
2008年はAA級レディング・ファイティン・フィルズで開幕を迎えたが、14試合に登板して防御率11点台と絶不調に陥り、6月1日に解雇された。退団後は、アメリカ独立リーグのアトランティックリーグに加盟するランカスター・バーンストーマーズに所属した。
2009年は同リーグのブリッジポート・ブルーフィッシュと契約したが、シーズン中にヨーク・レボリューションに移籍した。
2010年もヨーク・レボリューションと契約したが、シーズン中にニューアーク・ベアーズに移籍した。
2011年はロングアイランド・ダックスと契約し、下記の移籍まで13試合（うち先発7試合）に登板し、7勝1敗、防御率0.66の数字を残した。

### 台湾時代
2011年8月に中華職業棒球大聯盟（CPBL）のLamigoモンキーズへの入団が発表された。Lamigoでは7試合に登板し5勝1敗、防御率2.15、41奪三振と好投を重ねたが、オフに契約交渉が決裂し退団。

### 韓国時代
2012年1月1日、韓国プロ野球（KBO）のロッテ・ジャイアンツと契約金10万ドル、年俸20万ドルの契約を結んだ。4月11日の対LG戦（蚕室） で韓国初登板。7回3失点で勝利投手となった。その後も好投と勝利を重ね、防御率3位の2.55、13勝7敗、142奪三振と活躍した。準プレーオフでも第2戦の対斗山戦（蚕室）に登板し6回1失点の好投を見せ、チームの勝利に導いた。プレーオフでは初戦、対SK戦（文鶴）に登板。5.2回を2失点と粘投したが敗戦投手となった。シーズンは、ロッテ最後の試合となるプレーオフ第5戦にも登板したが4回途中2失点で降板している。しかし、シーズンの好投が評価され翌年も契約されることとなった。
2013年もクリス・オクスプリングと並びチーム最多の13勝を記録した。
2014年もチーム最多の12勝を記録したが、内容が悪化したため同年限りでロッテを退団。12月5日、KBOのハンファ・イーグルスと契約。
2015年、ハンファでは先発として起用されたが、故障を理由に7月24日にウェーバー公示され退団となった。

### 台湾復帰
2016年2月26日、再び台湾・Lamigoモンキーズと契約。しかし、一度も一軍で登板することなく解雇された。

### メキシカンリーグ時代
2016年7月9日にメキシカンリーグのユカタン・ライオンズと契約したが、1試合の出場で退団した。オフにベネズエラのウィンターリーグに出場したのを最後に現役を引退した。

## 詳細情報

### 年度別投手成績
| 年 度     | 球 団     | 登 板 | 先 発 | 完 投 | 完 封 | 無 四 球 | 勝 利 | 敗 戦 | セ 丨 ブ | ホ 丨 ル ド | 勝 率 | 打 者 | 投 球 回 | 被 安 打 | 被 本 塁 打 | 与 四 球 | 敬 遠 | 与 死 球 | 奪 三 振 | 暴 投 | ボ 丨 ク | 失 点 | 自 責 点 | 防 御 率 | W H I P |
| --------- | --------- | ----- | ----- | ----- | ----- | -------- | ----- | ----- | -------- | ----------- | ----- | ----- | -------- | -------- | ----------- | -------- | ----- | -------- | -------- | ----- | -------- | ----- | -------- | -------- | ------- |
| 2006      | PIT       | 5     | 3     | 0     | 0     | 0        | 0     | 2     | 0        | 0           | .000  | 88    | 21.2     | 15       | 1           | 10       | 0     | 0        | 5        | 0     | 0        | 7     | 7        | 2.91     | 1.15    |
| 2007      | PIT       | 16    | 8     | 0     | 0     | 0        | 3     | 5     | 0        | 0           | .375  | 257   | 57.1     | 65       | 5           | 23       | 1     | 4        | 29       | 2     | 0        | 40    | 38       | 5.97     | 1.54    |
| 2011      | Lamigo    | 7     | 7     | 0     | 0     | 0        | 5     | 1     | 0        | 0           | .833  | 190   | 46.0     | 51       | 1           | 6        | 0     | 0        | 41       | 2     | 1        | 13    | 11       | 2.15     | 1.24    |
| 2012      | ロッテ    | 29    | 28    | 2     | 1     | 0        | 13    | 7     | 0        | 1           | .538  | 726   | 179.2    | 156      | 10          | 56       | 0     | 1        | 142      | 7     | 0        | 58    | 51       | 2.55     | 1.19    |
| 2013      | ロッテ    | 31    | 31    | 0     | 0     | 0        | 13    | 4     | 0        | 0           | .765  | 829   | 193.1    | 186      | 19          | 78       | 0     | 5        | 141      | 3     | 0        | 81    | 76       | 3.54     | 1.37    |
| 2014      | ロッテ    | 28    | 28    | 0     | 0     | 0        | 12    | 10    | 0        | 0           | .545  | 701   | 152.2    | 196      | 20          | 63       | 0     | 3        | 84       | 3     | 0        | 109   | 100      | 5.93     | 1.71    |
| 2015      | ハンファ  | 17    | 17    | 0     | 0     | 0        | 4     | 6     | 0        | 0           | .400  | 406   | 91.2     | 96       | 9           | 38       | 1     | 4        | 56       | 3     | 1        | 52    | 46       | 4.52     | 1.46    |
| MLB：2年  | MLB：2年  | 21    | 11    | 0     | 0     | 0        | 3     | 7     | 0        | 0           | .300  | 345   | 79.0     | 80       | 6           | 33       | 1     | 4        | 34       | 2     | 0        | 47    | 45       | 5.13     | 1.43    |
| CPBL：1年 | CPBL：1年 | 7     | 7     | 0     | 0     | 0        | 5     | 1     | 0        | 0           | .833  | 190   | 46.0     | 51       | 1           | 6        | 0     | 0        | 41       | 2     | 1        | 13    | 11       | 2.15     | 1.24    |
| KBO：4年  | KBO：4年  | 105   | 104   | 2     | 1     | 0        | 42    | 27    | 0        | 1           | .609  | 2662  | 616.1    | 634      | 58          | 235      | 1     | 13       | 423      | 16    | 1        | 300   | 273      | 3.99     | 1.41    |

### 投手記録
MLB
- 初登板・初先発：2006年9月10日、対シンシナティ・レッズ戦（グレート・アメリカン・ボール・パーク）、5回1/3を3失点で敗戦投手
- 初奪三振：同上、5回裏クリス・デノーフィアから空振り三振
- 初勝利：2007年7月3日、対ミルウォーキー・ブルワーズ戦（PNCパーク）、6回2失点

CPBL
- 初登板・初先発・初勝利：2011年8月21日、対統一セブンイレブン・ライオンズ戦、8回2失点

KBO
- 初登板・初先発・初勝利：2012年4月11日、対LGツインズ1回戦（蚕室総合運動場野球場）、7回3失点
- 初奪三振：同上、1回裏パク・ヨンテクから
- 初完投・初完封：2012年4月29日、対LGツインズ戦（社稷野球場）
- 初ホールド：2012年10月6日、対SKワイバーンズ25回戦（文鶴野球場）、4回裏2番手として

### 背番号
- 27 （2006年 - 2007年）
- 50 （2011年）
- 97 （2012年 - 2014年）
- 42 （2015年）
- 31 （2016年）